# 신완
신완(申琓, 1646년 ~ 1707년)은 조선의 문신이다. 자는 공헌(公獻), 호는 경암(絅庵), 시호는 문장(文莊)이다. 당파는 노론이었으나, 소론과도 약간 가까운 사이였다. 벼슬은 영의정(정1품) 에 이르렀으며, 김창집, 이이명, 이건명, 조태채, 민진후 등과 함께 노론 핵심인물 중 한명이다. 영의정 신경진의 증손이다. 좌의정(정1품) 문희공 신개의 후손이시다.
현종 말기에 문과에 급제해 정언, 지평을 지냈지만 갑인예송으로 조정에서 쫓겨났다. 경신환국 이후 숙종에 의해 복직되어 헌납, 교리, 부수찬, 수찬, 부교리, 이조정랑, 사간, 응교, 집의 등을 지냈다. 숙종 시기에 당상관으로 발탁되어 승지를 지냈고, 이후 대사간, 도승지, 강양도 관찰사, 대사헌, 경기도 관찰사 등을 지내며 숙종의 총애를 받지만 기사환국으로 조정에서 쫓겨난다. 그러나 갑술환국으로 다시 재상에 발탁되고, 숙종의 총애를 받아 예조판서가 되고 대사헌과 좌참찬을 거쳐 다시 예조판서, 지의금부사, 대사헌, 한성부판윤, 이조판서, 약방제조, 판의금부사, 좌참찬 등을 지냈다. 이후 우의정과 좌의정을 거쳐 영의정이 되지만 일련의 사태로 조정에서 물러난다.

## 가족 관계
- 고조부 : 신립
  - 증조부 : 신경진(申景縝)
    - 할아버지 : 신준(申埈)
      - 아버지 : 신여식(申汝拭) - 목사
      - 어머니 : 한산 이씨 - 예조판서 이기조(李基條)의 딸
        - 부인 : ?
          - 아들 : 신성하(申聖夏) - 돈녕부 도정 평운군(平雲君)
          - 며느리 : 반남박씨 - 좌의정 문묘배향공신 박세채(朴世采)의 딸
            - 손자 : 신방(申昉)
            - 손녀 : 평산 신씨
            - 손녀사위 : 청송 심씨 심정신(沈廷紳) - 성천부사 심익창(沈益昌)의 아들, 효종의 부마 청평도위 심익현(靑平都尉 沈翼顯)의 조카, 영의정 심지원(沈之源)의 손자

          - 아들 : 신정하(申靖夏) - 신여정에게 양자로감